# أنتوني غروندي
أنتوني غروندي (بالإنجليزية: Anthony Grundy)‏ مواليد 15 أبريل 1979 في لويفيل، هو لاعب كرة سلة أمريكي. بدأ مسيرته الاحترافية في سنة 2002. يبلغ طوله 6 قدم 3 بوصة (1.9 م).

## المسيرة الاحترافية
لعب مع إي دبليو إي باسكتس أولدنبورغ في الدوري الألماني في موسم 2002–2003، ثم لعب مع أتلانتا هوكس في سنة 2006، ثم لعب مع تيرامو باسكت في الدوري الإيطالي في موسم 2006–2007.

## روابط خارجية
- أنتوني غروندي على موقع إن بي أي (الإنجليزية)
- أنتوني غروندي على موقع سبورتس رفرنس (الإنجليزية)
- أنتوني غروندي على موقع كرة السلة الأوروبية.كوم (الإنجليزية)
- أنتوني غروندي على موقع كلية كرة السلة في سبورتس رفرنس.كوم (الإنجليزية)
- أنتوني غروندي على موقع ريلجم (الإنجليزية)
- أنتوني غروندي على موقع بروبوليرز (الإنجليزية)
- أنتوني غروندي على موقع سبورتس رفرنس (الإنجليزية)
- أنتوني غروندي على موقع سبورتس رفرنس (الإنجليزية)